# Gabriella di Vergy
Gabriella di Vergy és una òpera en dos actes de Gaetano Donizetti, amb llibret d'Andrea Leone Tottola, basat en la tragèdia Gabrielle de Vergy (1777) de Dormont De Belloy. S'estrenà al Teatro San Carlo de Nàpols el 29 de novembre de 1869.	